# Nederlands Instituut voor de Classificatie van Audiovisuele Media

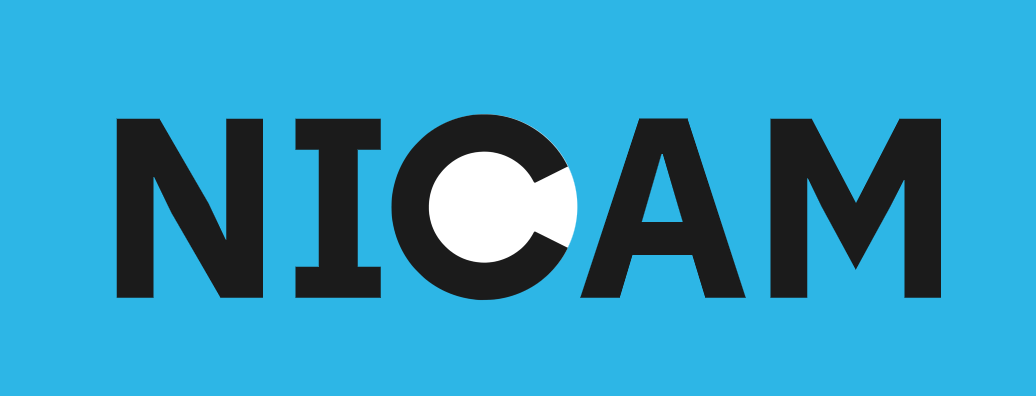
Logo van het Nederlands Instituut voor de Classificatie van Audiovisuele Media (NICAM).

Het Nederlands Instituut voor de Classificatie van Audiovisuele Media (NICAM) is de verantwoordelijke instantie voor de beoordeling van programma's die voor Kijkwijzer worden opgegeven, en de game-software die wordt opgegeven voor beoordeling door de PEGI.

## Geschiedenis
Eind jaren 80 kwam er voor het eerst politieke vraag naar zelfregulering in de audiovisuele wereld, om jongere kijkers te beschermen tegen de mogelijke slechte invloeden. Toen in de jaren 90 sprake was van een explosieve groei van de audiovisuele media, riep de Europese Commissie op tot actie, wat zorgde voor de overheidsnota `Niet voor alle leeftijden` in 1997. Hierin werd opgeroepen voor een onafhankelijke instantie die moest dienen als landelijk steunpunt voor zelfregulering binnen de audiovisuele branche.
In 1999 werd het Nederlands Instituut voor de Classificatie van Audiovisuele Media opgericht, een stichting in nauwe samenwerking verbonden met het Ministerie van Onderwijs, Cultuur & Wetenschap (OCW), het Ministerie van Volksgezondheid, Welzijn en Sport (VWS) en het Ministerie van Justitie. NICAM begon met een initiërende en coördinerende rol bij de ontwikkeling van Kijkwijzer, die officieel werd geaccepteerd door de overheid in 2000 en op 22 februari 2001 in de wetgeving werd opgenomen.
In april 2003 nam het NICAM ook de taak op zich om computer- en videogame software te beoordelen voor de nieuw opgerichte Pan European Game Information.
In 2004 werd het werk van NICAM beoordeeld door de Nederlandse overheid. Hoewel de evaluatie aantoonde dat er nog punten waren die verbeterd konden worden, was de conclusie dat het NICAM goed functioneerde.

## Beoordeling
De beoordeling van de audiovisuele dragers in de verschillende categorieën van de Kijkwijzer en PEGI gebeurt volgens het Algemeen Reglement van de stichting door de aangeslotenen. Dit is een zelfregulerend deel. De aangesloten beoordelen in basis op de volgende onderdelen:
a. de mate waarin angstaanjagend en/of brutaliserend geweld wordt gebracht;
b. de mate waarin gebruik van drugs aantrekkelijk wordt voorgesteld;
c. het pornografisch gehalte;
d. de mate waarin op andere dan de onder a. t/m c. genoemde gronden volgens
algemeen geldende opvattingen producten niet geschikt zijn voor vertoning aan
personen waarvoor de leeftijdsaanduiding is bedoeld.
Voor omroepen bestaan bijzondere bepalingen, evenals voor exploitanten en detaillisten. De aangeslotenen melden vervolgens hun beoordelingen aan het NICAM. Bij eventuele twijfel kan een bindend advies worden gevraagd aan het NICAM.

## Organisatie
De onafhankelijk bestuursvoorzitter van NICAM is Boris van der Ham.
Het algemeen bestuur bestaat uit tien personen, afkomstig uit zowel publieke als commerciële omroepen, filmdistributeurs en bioscoopexploitanten, distributeurs, videotheken en detaillisten en de onafhankelijke voorzitter.
Meer dan 2.200 bedrijven en organisaties zijn direct of indirect aangesloten bij het NICAM.
- Nederlandse Vereniging van Producenten en Importeurs van beeld- en geluidsdragers (NVPI)
- Nederlandse Video Detaillisten Organisatie (NVDO)
- Nederlandse Vereniging van Grammofoonplaten Detailhandelaren (NVGD)
- Nederlandse Federatie voor de Cinematografie (NFC)
- Nederlandse Omroep Stichting (NOS), vertegenwoordiger van alle landelijke publieke omroepen
- Vereniging voor Satelliet Televisie en Radio Programma Aanbieders (VESTRA), die de commerciële omroepen in Nederland vertegenwoordigt

De adviescommissie bestaat uit 19 personen en organisaties, waaronder de Raad van Kerken en de Raad voor de Kinderbescherming.